# 미하엘 그로스
미하엘 그로스(독일어: Michael Gross, 1964년 6월 17일 ~ )는 전 독일의 수영 선수이다.
201cm(6피트 7인치)의 장신으로 그에게 총거리 2.13m를 준 긴 팔에 의하여 "신천옹"이라는 별명이 붙었다. 서독의 선수로 출전한 그로스는 1984년과 1988년 2개의 하계 올림픽에서 3개의 금메달을 획득하였고, 3개의 세계선수권(1982, 1986, 1991)에서 총 5개의 금메달을 땄다.

## 경력
프랑크푸르트에서 태어난 그로스는 1981년부터 1988년까지 200m 접영 경주에서 뛰어나 뛰어난 선수였다. 이 시기에 그는 4개의 세계 기록을 수립하고 2개의 세계 타이틀, 4개의 유럽 타이틀, 1개의 올림픽 금메달을 우승하였다.
1984년 로스앤젤레스 올림픽에서 그로스가 경기에서 위대한 선수들 중의 하나로 알려질 때 단독적인 예외가 발생하였다. 200m 자유형을 쉽게 우승하였고, 100m 접영에서 종목의 우승 후보 미국의 파블로 모랄레스를 꺾고 우승하였다.
그로스는 세계 선수권 대회에서 5개의 금메달을 포함한 13개의 메달과 15개의 유럽 선수권 금메달을 따고 4번이나 "올해의 독일 선수"(1982, 1983, 1984, 1988)로 선정되었다. 1991년 수영에서 은퇴를 하였다.
그는 1985년 스위밍 월드 잡지에 의하여 올해의 남자 세계 수영 선수로 임명되었고, 1995년에는 국제 수영 명예의 전당에 입장되었다.

## 같이 보기
- 수영 접영 100m 세계 기록 추이
- 수영 자유형 100m 세계 기록 추이
- 수영 접영 200m 세계 기록 추이
- 수영 자유형 200m 세계 기록 추이
- 수영 자유형 400m 세계 기록 추이
- 수영 자유형 800m 세계 기록 추이
- 수영 계영 800m 세계 기록 추이